# Supercoppa delle Fær Øer 2021
La 15ª edizione della Supercoppa delle Fær Øer si è svolta il 28 febbraio 2021 al Tórsvøllur di Tórshavn tra l'HB Tórshavn, vincitore della Formuladeildin 2020 e della coppa nazionale, e l'NSÍ Runavík, secondo classificato della Formuladeildin 2020. L'HB Tórshavn ha conquistato il trofeo per la quarta volta nella sua storia.

## Tabellino
| Tórshavn 28 febbraio 2021, ore 16:00 WET                                     | HB Tórshavn | 3 – 1 referto | NSÍ Runavík | Tórsvøllur |
| \| \| \| \| \| Przybylski 30’, 62’ Jakobsen 32’ \| Marcatori \| 26’ Olsen \| |             |               |             |            |
|                                                                              |             |               |             |            |
| Przybylski 30’, 62’ Jakobsen 32’                                             | Marcatori   | 26’ Olsen     |             |            |